# Cavaillon (Haïti)
Pour l’article homonyme, voir Cavaillon.
Cavaillon (en créole haïtien : Kavayon) est une commune d'Haïti située dans le département du Sud et l'arrondissement d'Aquin.
La cité de Cavaillon est située dans la péninsule de Tiburon à une vingtaine de kilomètres au nord-ouest de Saint-Louis-du-Sud et à une quinzaine de kilomètres à l'est des Cayes.
La ville est traversée par la rivière de Cavaillon.

## Démographie
La commune est peuplée de 44 276 habitants(recensement par estimation de 2009).

## Administration
La commune est composée des sections communales de :
- Boileau
- Martineau
- Gros-Marin
- Mare-Henri
- Laroque

## Économie
Cavaillon vit du commerce du café, du tabac, du coton, des bananes et de la culture de la canne à sucre.
D'après le livre de Moreau de Saint-Méry, la paroisse de Cavaillon 1 400 cotonniers et 6 cotonneries en 1789 .

## Personnalités liées à Cavaillon
- Jean-Alexandre de Bourjolly (né à Cavaillon en 1791 et mort en 1865) fut un général français et sénateur sous le Second Empire.
- Silvio Cator (né le 9 octobre 1900 à Cavaillon et décédé le 21 juillet 1952 à Port-au-Prince) était un sportif et athlète haïtien spécialiste du saut en longueur et maire de Port-au-Prince de 1946 à 1952.
- Yvon Neptune (le 8 novembre 1946 à Cavaillon).
- Rosny Smarth (né le 19 octobre 1940 à Cavaillon et décédé le 15 janvier 2025), universitaire et Premier ministre d'Haïti.
- Rodney Saint-Éloi (le 1963 à Cavaillon), poète, écrivain, essayiste, académicien et éditeur.
- Gérard Jean-Juste (né le 7 février 1946 à Cavaillon et décédé le 27 mai 2009 à Little Haïti (Miami) était un prêtre, recteur catholique romain et militant de la théologie de la libération.